# قليقلة مايرية
قليقلة مايرية (الاسم العلمي:Minuartia meyeri) هي نوع من النباتات يتبع جنس القليقلة من الفصيلة القرنفلية.